# 达龙·阿杰姆奥卢
卡梅爾·达龙·艾賽默盧（土耳其語：Kevord Acemoglu，發音：[daˈɾon aˈdʒemoːɫu]；1967年9月3日—），為生於土耳其伊斯坦堡的美国经济学家，现任麻省理工学院应用经济学教授，以政治经济学研究而得名。他撰写过上百篇论文，常与西蒙·约翰逊和詹姆斯·A·罗宾逊合作。艾賽默盧和罗宾逊一起编写了《专制与民主的经济起源》和《国家为什么会失败》二書。他是支持监管市场经济的中间主义者，常对政治问题、貧富差距和许多具体政策发表评论。
2005年，他获得美国经济学会約翰·貝茨·克拉克獎。2015年，他成为在经济学论文中过去十年内被引用最多次的经济学家。教学大纲公开项目指出，阿杰姆奥卢仅次于格里高利·曼昆和保羅·克魯曼，是在大学经济教学大纲中被引用的第三多的作者。2024年，他获得諾貝爾經濟學獎。

## 生平
梅爾·达龙·艾賽默盧在1967年9月3日在伊斯坦堡出生，父母是亞美尼亞人。其父親是伊斯坦布尔大学讲师暨商務律師凯沃尔克·艾賽默盧（1938年－1988年），其母親是卡德柯伊一所亚美尼亚人学校——阿拉米扬·温久扬小学和中学的校长伊尔玛·阿杰姆奥卢（？－1991年）。
艾賽默盧小学在阿拉米扬·温久扬学校就读，并于1986年毕业于加拉塔萨拉伊高中。他在青年时期对政治和经济学产生了浓厚了兴趣，并在1989年于英国的約克大學取得了经济学的文学学士 (BA)学位，1990年于倫敦政治經濟學院（LSE）取得了计量经济学与数理经济学的理學碩士学位、两年后取得了经济学的哲學博士学位。他博士论文的题目是《论宏观经济的微观基础：契约与经济表现》。他的博士生导师是凯文·W·罗伯茨。他在LSE的博士考官詹姆斯·马尔科姆森评价道，就算是他7章论文中最薄弱的3章也“超过取得博士学位的标准”。阿诺德·克林由于其年仅25岁就取得了哲学博士学位，评价其为“神童（英語：Wunderkind）”。
艾賽默盧现為一名归化的美国公民，会说流利的英语和土耳其语及些許亚美尼亚语。其妻阿苏曼·厄兹达拉尔是麻省理工学院的电气工程暨计算机科学教授，也是前土耳其政府官员伊斯梅尔·厄兹达拉尔之女。艾賽默盧和厄兹达拉尔一起写了许多文章，在2015年和两名幼子--阿尔达和阿拉斯住在麻賽諸塞州牛顿市。

## 研究与作品
阿杰姆奥卢是新制度經濟學的支持者。他受乔尔·莫基尔、肯尼思·索科洛夫、道格拉斯·诺斯、西摩·马丁·利普塞特和巴林顿·摩尔等经济学家、社會學家的影响。

### 著作

#### 《专制与民主的经济起源》
《专制与民主的经济起源》（英語：Economic Origins of Dictatorship and Democracy）由阿杰姆奥卢和詹姆斯·A·罗宾逊合著，于2006年由剑桥大学出版社出版，分析了民主社会的创建和巩固。他们认为，“当精英没有强烈动机去推翻民主时，民主就会巩固。这些过程取决于(1)公民社会的力量、(2)政治制度结构、(3)政治和经济危机的性质、(4)经济不平等的程度、(5)经济结构及(6)全球化的形式和程度。”罗曼·瓦齐亚格赞扬了这本书，并认为其实质贡献在于将马克思主义的辩证唯物主义（“制度变革源于两个社会群体之间的分配斗争，即富裕的统治阶级和贫穷的眾人，其利益主要由经济力量塑造”）与巴里·罗伯特·温加斯特和道格拉斯·诺斯的思想融合在一起，后者认为“制度改革可以成为精英通过将政策制定权委托给那些不希望改变政策的利益集团，从而可信地承诺未来政策的一种方式。”威廉·伊斯特利称其为“长期以来对民主经济学文献最重要的贡献之一”。爱德华·格莱泽将其描述为“极其重要”的作品和对该领域的“巨大贡献”。

#### 《国家为什么会失败》

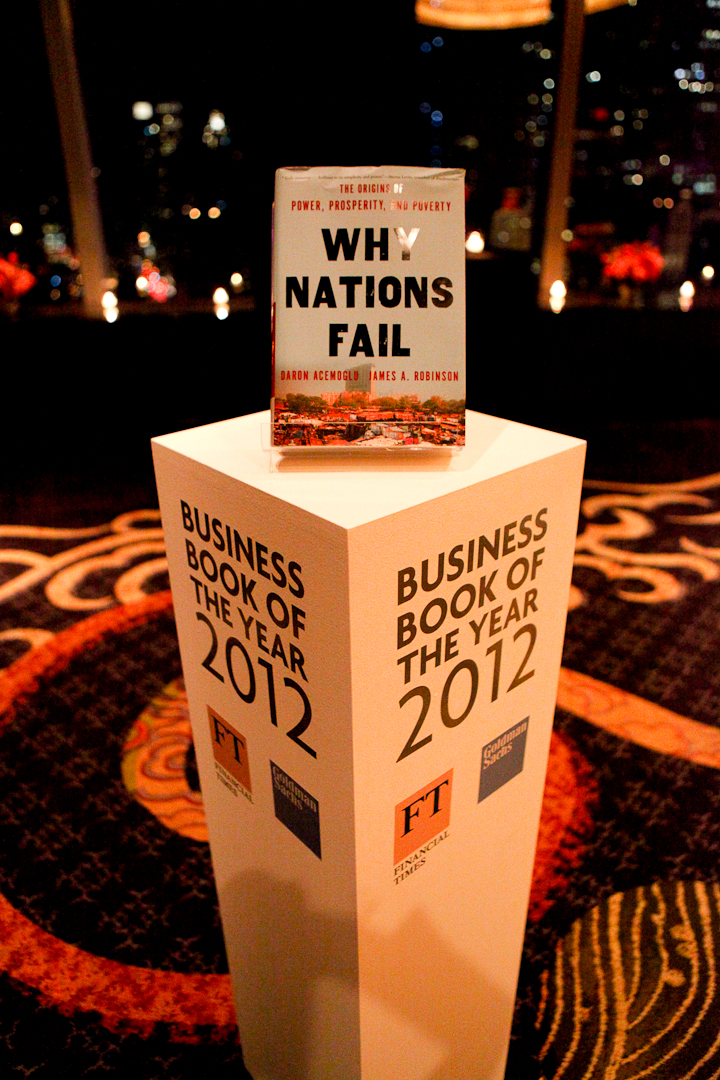
《国家为什么会失败》入围了2012年《金融时报》金融时报与麦肯锡年度最佳商业图书奖的决选名单。

在他们2012年出版的著作《国家为什么会失败》（英語：Why Nations Fail）中，艾賽默盧和罗宾逊认为，技术前沿的经济增长需要政治稳定（玛雅文明為一反例）以及创造性破坏。若無对授予垄断和寡头权利的制度性限制，后者就不可能发生。他们说，工业革命始于英国，因为英国的1689年权利法案限縮了这些权利。倆人坚持认为，“国家间的发展差异完全是由于政治和经济制度的差异造成的，并駁斥其他将部分差异归因于文化、天气、地理或缺乏最佳政策和实践知识的理论。”例如，“苏联在迅速赶上世界上一些先进技术时实现了快速增长，（但）由于缺乏创造性破坏，到1970年代就后劲不足了。”这本书是为普羅大眾撰写的。該書受到政治分析家和评论员广泛讨论。沃伦·巴斯在《华盛顿邮报》上写道：“这本书令人振奋、内容丰富、雄心勃勃，最终充满了希望。事实上，它可能算得上是一部杰作。”克莱夫·克鲁克在《彭博新闻》上写道，这本书值得获得它所获得的大部分“溢美之词”。 杰弗里·萨克斯在《外交》杂志的评论中批评艾賽默盧和罗宾逊系统性地忽视了国内政治、地缘政治、技术发现和自然资源等因素。他还认为，这本书的吸引力在于读者希望听到“西方民主不仅在政治上，而且在经济上都是有回报的”。比尔·盖茨称这本书“令人大失所望”，并将作者的分析描述为“含糊不清且过于简单”。《经济学人》杂志编辑瑞安·埃文特回应说：“阿杰姆奥卢和罗宾逊对国家成败的原因可能并不完全正确。但至少他们关注的是正确的问题。”

#### 《自由的窄廊：國家與社會如何決定自由的命運》
在《自由的窄廊：國家與社會如何決定自由的命運》（2019年）一书中，阿杰姆奥卢和罗宾逊认为，当国家和社会的力量在粗略的平衡中发展时，自由社会就实现了。

#### 《权力与进步》
《權力與進步：科技變革與共享繁榮之間的千年辯證》（英語：Power and Progress: Our Thousand-Year Struggle Over Technology and Prosperity）由阿杰姆奥卢和西蒙·约翰逊合著，于2023年出版，探讨了技术的历史发展以及其社会和政治结果。这本书探讨了三个问题：新机器和生产技术与工资之间的关系，如何利用技术造福社会及人工智能为何引发热潮。
《权力与进步》认为，技术不会自动产生社会效益，其收益只会流向少数精英。对人工智能（AI）持以批判态度，强调其对就业和工资以及民主的负面影响。
阿杰姆奥卢和约翰逊还就如何利用新技术造福社会提出愿景，他们认为进步时代提供了一个模式。他们还讨论了一系列旨在重新引导技术的政策建议，包括(1)市场激励、(2)拆分科技巨擘、(3) 税制改革、(4)对工人投资、(5)隐私保护和数据所有权及(6)数字广告税。

### 论文

#### 社会项目与政策
艾賽默盧在2001年的一篇文章中指出，最低工资和失业救济“将就业构成转向高薪工作。由于自由放任均衡状态下的工作构成不合理地偏向低薪工作，故这些劳动力市场法规提高了平均劳动生产率，并將改善福利。”此外，他还认为“最低工资可以通过诱使企业培训非熟练员工，增加受影响工人的培训。”

#### 民主与经济
阿杰姆奥卢等人发现，“民主对GDP有显著且稳健的积极影响”，并认为“民主化从长远来看会使人均GDP增加约20%。”在另一篇论文中，艾賽默盧等人发现，“民主对税收占GDP的比重有显著且稳健的影响，但对不平等則無稳健影响。”

#### 社会民主与工会
阿杰姆奥卢和菲利普·阿吉翁在2001年指出，尽管自20世纪80年代以来美国和英国的去工会化并不是“不平等加剧的根本原因”，但它“通过消除工会施加的工资压缩，放大了技能偏向型技术变革的直接影响”。
根据艾賽默盧和罗宾逊的观点，工会在历史上对创建民主（尤其在西欧）以及在维护既得商业利益集团和政治精英之间的政治权力平衡方面作用不斐。

#### 北欧模式
在2012年与罗宾逊和韦迪耶合著，题为“我们不能都更像斯堪地纳维亚人吗？”的论文中，他认为“可能正是美国社会更‘残酷’的一面，才使得基于全面的社会安全网、福利国家和更為有限不平等的，更‘可爱’的斯堪的纳维亚社会實現”。他们的结论是，“所有国家都可能希望像‘斯堪的纳维亚人’那样拥有更广泛的安全网和更平等的结构”，然而，如果美国从“残酷的（资本主义）领导者”转变，整个世界的经济增长将会放缓。他在2015年为《纽约时报》撰写的一篇专栏文章中反对美国采用北欧模式。他再次指出：“如果美国将税收提高到丹麦的水平，就会降低创业的回报，对增长和繁荣产生负面影响。”他赞扬了斯堪的纳维亚在减贫、为其公民创造公平竞争环境以及更高的社会流动性方面的经验。这遭到了莱恩·肯沃西的批评，他认为，从经验上看，美国的经济增长先于残酷和可爱政策的分化，而且发达国家的不平等与创新之间無關。

#### 殖民主义
阿杰姆奥卢、罗宾逊和西蒙·约翰逊在2001年合著的“比较发展的殖民起源”是迄今为止他被引用次数最多的作品。格雷厄姆·马拉德将其描述为“他作品的典范：一篇引发了大量讨论、具有影响力的论文”。他们认为，欧洲人在他们未定居的殖民地建立了掠夺體制，而在他们定居的地方则無，且这些制度一直延续至今。他们估计，“制度差异解释了前殖民地之间大约3/4的人均收入差异。”在这些国家，以掠夺性制度为主导的历史经验造成了一种恶性循环，而欧洲殖民主义又加剧了这种循环。

#### 对现代化理论的批判
达隆·阿杰姆奥卢和詹姆斯·A·罗宾逊在他们2008年发表的文章“收入与民主”中指出，尽管收入与民主之间存在着强烈的跨国相关性，但一旦控制了国家固定效应，并祛除人均收入与各种民主衡量指标之间的关联，就会发现“收入对民主没有因果关系”。在2022年发表的“非现代化”一文中，他们再指出，现代化理论无法解释政治发展的各种路径，“因为它假设经济与政治之间存在着一种不以制度和文化为条件的联系，并且预设了一个明确的终点——例如，‘历史的终结’”。